# 佐伯祐三
佐伯 祐三（さえき ゆうぞう、1898年〈明治31年〉4月28日 - 1928年〈昭和3年〉8月16日）は、大正・昭和初期の洋画家。大阪出身で、短い画業の大半を戦間期のフランス（仏国）に渡ってパリのモンパルナス等で過ごし、パリで客死した。作品はパリの街角、店先などを独特の荒々しいタッチで描いたものが多い。佐伯の風景画にはモチーフとして文字の登場するものが多く、街角のポスター、看板等の文字を造形要素の一部として取り入れている点が特色である。作品の大半は都市風景だが、人物画、静物画などもある。

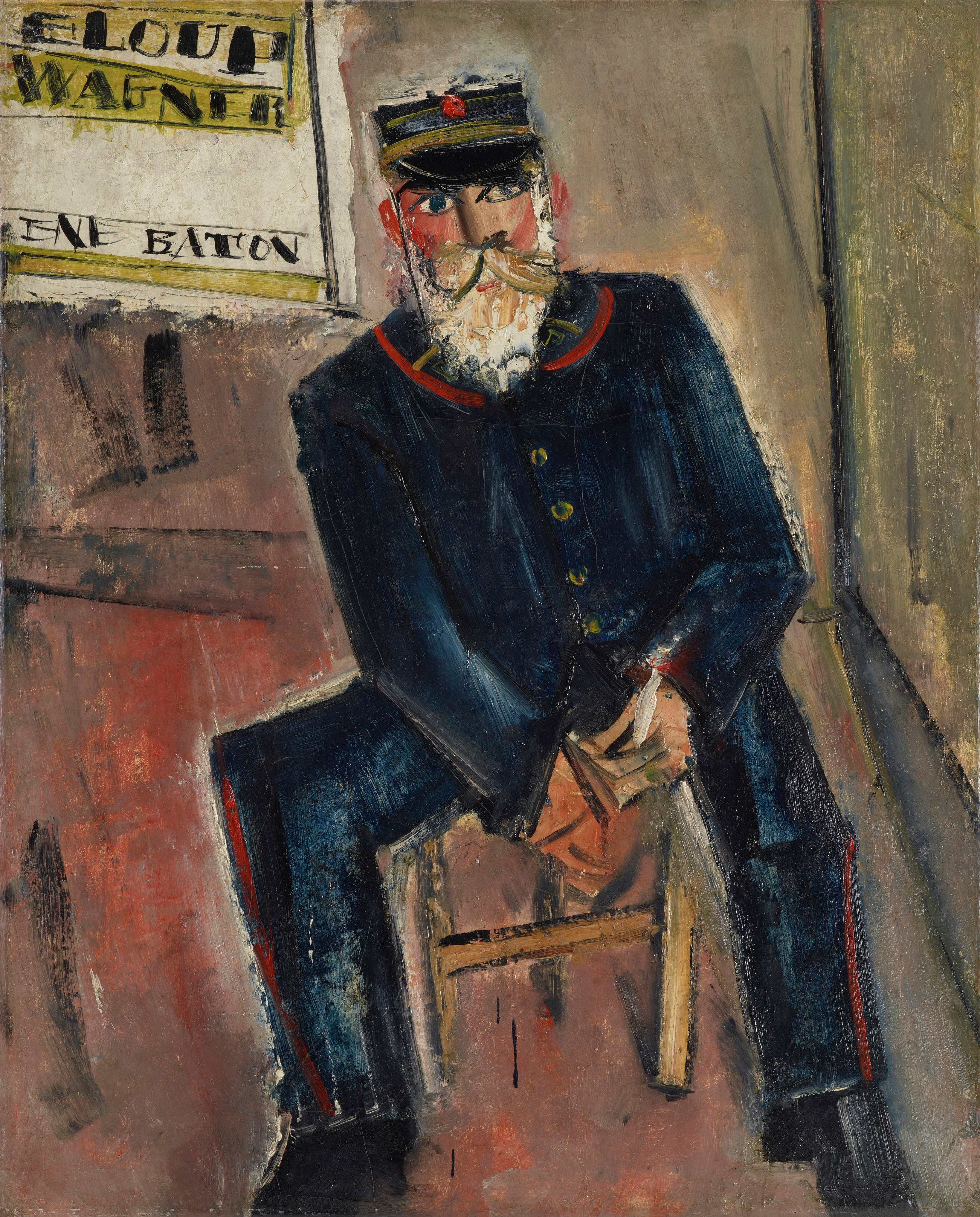
郵便配達夫（1928年）

## 生涯

### 画学生として
佐伯は1898年（明治31年）、大阪府西成郡中津村（現：大阪市北区中津二丁目）にある光徳寺の男4人女3人兄弟の次男として生まれた。1917年（大正6年）、東京市の小石川（現・東京都文京区）にあった川端画学校に入り、藤島武二に師事する。旧制北野中学（現・大阪府立北野高等学校）を卒業した後、1918年（大正7年）には東京美術学校（現・東京藝術大学）西洋画科に入学し、引き続き藤島武二に師事、1923年（大正12年）に同校を卒業した。東京美術学校では、卒業に際し自画像を描いて母校に寄付することがならわしになっており、佐伯の自画像も現存している。鋭い眼光が印象的なこの自画像は、作風の面では印象派風の穏やかなもので、後のパリ滞在中の佐伯の作風とはかなり異なっている。なお、在学中に結婚した佐伯の妻・佐伯米子（旧姓・池田）も絵を描き、二科展などにも入選していた。

### 1回目の渡仏
佐伯はその後満30歳で死去するまでの6年足らずの画家生活の間、2回パリに滞在し、代表作の多くはパリで描かれている。第1回のパリ渡航は1924年（大正13年）1月から1926年1月までで、約2年の滞在であった。1924年（大正13年）のある時（初夏とされる）、佐伯はパリ郊外のオーヴェル＝シュル＝オワーズ（ゴッホの終焉の地として知られる）に、フォーヴィスムの画家モーリス・ド・ヴラマンクを訪ねた。佐伯は持参した自作『裸婦』を見せたところ、ヴラマンクに「このアカデミックめ!」と一蹴され、強いショックを受けたとされる（その後、何度かヴラマンクの下に足を運んでいる）。事実、この頃から佐伯の画風は変化し始める。この第一次滞仏時の作品の多くはパリの街頭風景を描いたもので、ヴラマンクとともにユトリロの影響が明らかである。佐伯はパリに長く滞在することを望んでいたが、佐伯の健康を案じた家族らの説得に応じ、1926年（大正15年／昭和元年）にいったん日本へ帰国した。パリでの友人である前田寛治、里見勝蔵、小島善太郎らと「1930年協会」を結成する。

### 2回目の渡仏と死
2回目の滞仏はそれから間もない1927年（昭和2年）8月からであり、佐伯は再び日本の土を踏むことはなかった。佐伯は旺盛に制作を続けていたが、1928年（昭和3年）3月頃より持病の結核が悪化したほか、精神面でも不安定となった。『黄色いレストラン』が屋外で描いた最後の作品で「描ききった」と家族に説明していたという。屋内ではその後も偶然訪れた郵便配達夫をモデルに油絵2点、グワッシュ1点を描く（この郵便配達夫は後にも先にもこの時にしか姿を見せなかったことから、佐伯の妻はあの人は神様だったのではないか、と語っている）。自殺未遂を経て、ヌイイ＝シュル＝マルヌのセーヌ県立ヴィル・エヴラール精神病院に入院。一切の食事を拒み、同年8月16日、妻が娘の看病をしていたので妻に看取られることなく衰弱死した。墓所は生家である大阪市の光徳寺と東京都千代田区の心法寺。一人娘の彌智子も直後の30日に6歳で死亡した。

### 死後
1930年代に実業家（山発産業）の山本発次郎が佐伯祐三の画を熱心に収集し、150点ほどになっていたという。太平洋戦争中にはコレクションの一部を疎開させたが、芦屋の邸宅が空襲に会い、収集作品の8割は灰となり失われた。現在、佐伯の作品は地元の大阪中之島美術館50点、和歌山県立近代美術館14点を中心とし、日本各地の34か所に所蔵されている。
1995年（平成7年）11月に佐伯米子が、かなりの数の佐伯祐三作品を加筆して仕上げていた事実を自ら告白している書簡が見つかったことが報道される。見つかった書簡は吉薗周蔵宛で全部で11通。筆跡鑑定人が鑑定を行い、佐伯米子が佐伯の友人の洋画家荻須高徳にあてた昭和6年3月25日付けの書簡と比較した結果、同じ佐伯米子の筆跡と判明。佐伯米子は佐伯祐三を「秀丸」と幼名で呼び「秀丸そのままの絵ではだれも買っては下さらないのです。私が手をいれておりますのよ 秀丸もそれをのぞんでおりましたし」と、佐伯祐三の同意を得て加筆していた事を主張。具体的な加筆方法についても説明している。
2023年（令和5年）に東京ステーションギャラリーと大阪中之島美術館で大規模な回顧展が開催された。

## 主な作品
| 画像 | 作品名                                       | 制作年          | 技法・素材       | サイズ（縦x横cm） | 所有者                            | 備考                                             |
| ---- | -------------------------------------------- | --------------- | ---------------- | ----------------- | --------------------------------- | ------------------------------------------------ |
|      | 自画像                                       | 1917年          | 油彩キャンバス   | 45.5x33.4         | 三重県立美術館                    |                                                  |
|      | 自画像                                       | 1917年          | 油彩キャンバス   | 45.4x33.5         | 笠間日動美術館                    |                                                  |
|      | 自画像                                       | 1917年頃        | 油彩キャンバス   | 45.5x37.9         | 愛知県美術館                      |                                                  |
|      | 勝浦風景                                     | 1918-19年頃     | 油彩キャンバス   | 90.8x90.8         | 個人                              |                                                  |
|      | 自画像                                       | 1919年頃        |                  |                   | 東京都現代美術館                  |                                                  |
|      | 戸山ヶ原風景                                 | 1920年          | 油彩キャンバス   | 50.5x60.5         | 大阪中之島美術館                  |                                                  |
|      | 小久保千代子像                               | 1920年          |                  |                   | 個人蔵                            |                                                  |
|      | 大谷セイ像                                   | 1920年頃        | インク・紙       | 21.0x16.0         | 大阪中之島美術館                  |                                                  |
|      | 大谷さく像                                   | 1920-1923年頃   | 油彩キャンヴァス | 45.2x37.8         | 大阪中之島美術館                  |                                                  |
|      | 大谷安兵衛像                                 | 1920年\1923年頃 | 油彩キャンヴァス | 45.2x37.8         | 大阪中之島美術館                  |                                                  |
|      | 帆船                                         | 1920年頃        | 油彩・板         | 23.4x33.0         | 大阪中之島美術館                  |                                                  |
|      | スケッチする人                               | 1921年頃        | 油彩・板         | 15.9x22.9         |                                   | 加藤近代美術館旧蔵。閉館後、作品の行方は不明。   |
|      | 婦人像                                       | 1922年          | 油彩キャンバス   | 15.9x22.9         | 個人                              | 所蔵情報は1988年時点                             |
|      | 雪景色                                       | 1922年頃        |                  |                   | 山王美術館                        |                                                  |
|      | 目白自宅附近                                 | 1922年頃        | 油彩カンヴァス   | 37.0x52.0         | 大阪中之島美術館                  |                                                  |
|      | 帽子をかぶる自画像                           | 1922年頃        | 油彩キャンバス   | 73x53.4           | 和歌山県立近代美術館              |                                                  |
|      | 自画像                                       | 1922年          | 油彩キャンバス   | 45.0x33.3         | 東京国立近代美術館                |                                                  |
|      | 自画像                                       | 1923年          | 油彩キャンバス   | 60.3x45.2         | 東京藝術大学大学美術館            |                                                  |
|      | 自画像                                       | 1923年頃        | 油彩キャンバス   | 53.5x45.7         | 神奈川県立近代美術館              |                                                  |
|      | ベッドに坐る裸婦                             | 1923年          | 油彩キャンバス   | 91.2x65.5         | 和歌山県立近代美術館              |                                                  |
|      | 裸婦                                         | 1923年頃        | 油彩キャンバス   | 73.0x116.6        | 西宮市大谷記念美術館              |                                                  |
|      | 扇を持つ婦人像                               | 1923年頃        | 油彩キャンバス   | 80.2x52.5         | 吉野石膏株式会社                  |                                                  |
|      | 河内打上附近                                 | 1923年          |                  |                   | 大阪中之島美術館                  |                                                  |
|      | 河内燈油村附近                               | 1923年          |                  |                   | 大阪中之島美術館                  |                                                  |
|      | 風景                                         | 1923年頃        |                  |                   | 山王美術館                        |                                                  |
|      | 彌智子像                                     | 1923年          |                  |                   | 大阪中之島美術館                  |                                                  |
|      | 立てる自画像                                 | 1924年          | 油彩キャンバス   | 80.5x54.8         | 大阪中之島美術館                  | 裏面に《夜のノートルダム（マント＝ラ＝ジョリ）》 |
|      | パレットを持てる自画像                       | 1924年          | 油彩キャンバス   |                   |                                   | 戦災により焼失                                   |
|      | パレットを持つ自画像                         | 1924年          | 油彩キャンバス   | 72.0x61.0         | ENEOS株式会社                     |                                                  |
|      | 窓辺の裸婦                                   | 1924年          | 油彩キャンバス   |                   |                                   | 戦災により焼失                                   |
|      | パリ遠望                                     | 1924年          | キャンバス油彩   | 55.3x72.7         | 大阪中之島美術館                  |                                                  |
|      | 森と広場                                     | 1924年          |                  |                   | 和歌山県立近代美術館              |                                                  |
|      | オワーズ河周辺風景（ネル＝ラ＝ヴァレ）       | 1924年          | キャンバス油彩   | 59.0x79.5         | 個人                              |                                                  |
|      | オーヴェールの教会                           | 1924年          | 油彩キャンバス   | 58.9x71.0         | 鳥取県立博物館                    |                                                  |
|      | オーヴェール風景                             | 1924年          | 38.0x45.5        | 油彩キャンバス    | 個人                              |                                                  |
|      | セーヌ河の見える風景                         | 1924年          | 油彩板           | 36.5x45.4         | 東京藝術大学大学美術館            |                                                  |
|      | セーヌ河の見える風景                         | 1924年          |                  |                   | 山王美術館                        |                                                  |
|      | クラマールの午後                             | 1924年          | 油彩キャンバス   | 53x64.5           | 山種美術館                        |                                                  |
|      | 教会                                         | 1924年          | 油彩キャンバス   | 59.5x72.0         | 大阪市立美術館                    | 裏面に《パリの裏町》                             |
|      | パリの裏町                                   | 1924年          | 油彩キャンバス   | 59.5x72.0         | 大阪市立美術館                    |                                                  |
|      | パリ風景                                     | 1924年頃        | 油彩キャンバス   | 60.5x72.8         | 群馬県立近代美術館                |                                                  |
|      | 煙突のある風景                               | 1924年頃        | 油彩キャンバス   | 64.0x52.8         | 個人蔵                            | 裏面に《下落合風景》                             |
|      | オニーの停車場                               | 1924年頃        | 油彩キャンバス   | 58.0x70.2         | 個人                              | 裏面に「絵具屋」                                 |
|      | アルルのはね橋                               | 1925年          |                  |                   |                                   | 詳細不明                                         |
|      | パリ15区街                                   | 1925年          | 油彩キャンヴァス | 54.0x65.2         | 大阪中之島美術館                  |                                                  |
|      | パリの街角                                   | 1925年          |                  |                   | 山王美術館                        |                                                  |
|      | レ・ジュ・ド・ノエル                         | 1925年          | 油彩キャンバス   | 71.5x58.3         | 和歌山県立近代美術館              |                                                  |
|      | レ・ジュ・ド・ノエル                         | 1925年          | 油彩キャンバス   | 71.7x59.4         | 大阪中之島美術館                  |                                                  |
|      | レ・ジュ・ド・ノエル                         | 1925年頃        | 油彩キャンバス   |                   | BBプラザ美術館                    |                                                  |
|      | 広告のある門                                 | 1925年          | 油彩キャンバス   | 60x73.3           | 和歌山県立近代美術館              |                                                  |
|      | リュ・デュ・シャトーの歩道                   | 1925年          | 油彩キャンバス   | 60.5x73.3         | 和歌山県立近代美術館              |                                                  |
|      | タラスコンの遺跡                             | 1925年          | 油彩キャンバス   | 63.8x51.6         | 兵庫県立美術館                    |                                                  |
|      | パリの裏街                                   | 1925年          | 油彩キャンバス   | 63.5x79.5         | ウッドワン美術館                  |                                                  |
|      | ロカション・ドゥ・シボー                     | 1925年          | 油彩キャンバス   | 63.5x79.5         | ウッドワン美術館                  |                                                  |
|      | ロカション・ド・ヴォワチュール               | 1925年          | 油彩キャンバス   | 63.5x79.0         | ひろしま美術館                    |                                                  |
|      | 風景                                         | 1925年頃        | 油彩キャンバス   | 60.0x72.0         | ひろしま美術館                    | 裏面に「裸婦」(1925年、ひろしま美術館蔵)         |
|      | 裸婦                                         | 1925年頃        | 油彩キャンバス   | 60.0x72.0         | ひろしま美術館                    | 裏面に「風景」(1925年、ひろしま美術館蔵)         |
|      | オニー牧場                                   | 1925年          | 油彩キャンバス   | 60.0x80.3         | 下関市立美術館                    |                                                  |
|      | 靴屋（コルドヌリ）                           | 1925年          | 油彩キャンバス   | 72.5x59.0         | アーティゾン美術館                |                                                  |
|      | 靴屋（コルドヌリ）                           | 1925年          | 油彩キャンバス   | 54.0x47.0         | 茨城県近代美術館                  |                                                  |
|      | レストラン                                   | 1925年          | 油彩キャンバス   | 53.0x65.5         | 吉野石膏株式会社                  |                                                  |
|      | エッフェル塔の見える通り                     | 1925年          | 油彩キャンバス   | 65x81             | 四日市市立博物館                  |                                                  |
|      | パリ雪景                                     | 1925年          | 油彩キャンバス   | 60.5x72           |                                   |                                                  |
|      | パリ雪景                                     | 1925年頃        | 油彩キャンバス   | 65.0x80.0         | 個人 (東京国立近代美術館寄託)     | 裏面に「ブランジェリー」                         |
|      | ストーブ                                     | 1925年          | 油彩キャンバス   | 51.5x44           |                                   |                                                  |
|      | ラコルデール街                               | 1925年頃        | 油彩キャンバス   | 73.0x60.0         | 個人（大阪市立美術館寄託）        |                                                  |
|      | パリ風景                                     | 1925年          | 油彩キャンバス   | 50.3x60.9         | ポーラ美術館                      |                                                  |
|      | リュ・ブランシオン                           | 1925年          | 油彩キャンバス   | 59.8x73.0         | 個人                              |                                                  |
|      | ノートル・ダム(マント・ラ・ジョリ)           | 1925年          | 油彩キャンバス   | 79.5x59.0         | 個人                              | 裏面に《オワーズ河周辺風景》                     |
|      | ノートル・ダム(マント・ラ・ジョリ)           | 1925年          | 油彩キャンバス   | 78.7x52.5         | 大阪中之島美術館                  | 大阪府立北野高等学校旧蔵                         |
|      | 夜のノートル・ダム(マント・ラ・ジョリ)       | 1925年          | 油彩キャンバス   | 80.5x54.5         | 大阪中之島美術館                  | 裏面に《立てる自画像》                           |
|      | 壁                                           | 1925年10月5日   | 油彩キャンバス   | 73.1x60.8         | 大阪中之島美術館                  |                                                  |
|      | 酒場（オー・カーヴ・ブルー）                 | 1925年          | 油彩キャンバス   | 72.2x60.1         | 大阪中之島美術館                  |                                                  |
|      | 運送屋（カミオン）                           | 1925年          | 油彩キャンバス   | 60.2x72.1         | 大阪中之島美術館                  |                                                  |
|      | パリの街角（家具付きホテル）                 | 1925年頃        | 油彩キャンバス   | 65.1x81.1         | 個人（大阪中之島美術館）          |                                                  |
|      | 洗濯屋 (オ・プティ・ソミュール)              | 1925年          | 油彩キャンバス   | 73.0x60.4         | 大阪中之島美術館                  |                                                  |
|      | 人形                                         | 1925年頃        | 油彩キャンバス   | 41.2x32.2         | 大阪中之島美術館                  |                                                  |
|      | 鯖                                           | 1925年頃        | 油彩キャンバス   | 31.8x40.7         | 個人                              | 所蔵情報は1988年時点                             |
|      | 絵具箱                                       | 1925-26年頃     | 油彩キャンバス   | 45.8x53.8         | 大阪中之島美術館                  |                                                  |
|      | 絵具箱                                       | 1925-26年頃     | 油彩キャンバス   | 53x65             |                                   |                                                  |
|      | 休息（鉄道工夫）                             | 1925-26年頃     | 油彩キャンバス   | 59.4x71.3         | アーティゾン美術館                |                                                  |
|      | パストゥールのガード                         | 1926年          | 油彩キャンバス   | 52.5x63.3         | 個人蔵 (神奈川県立近代美術館寄託) |                                                  |
|      | 滞船                                         | 1926年          | 油彩キャンバス   | 53.0x65.0         | 神奈川県立近代美術館              |                                                  |
|      | 滞船                                         | 1926年頃        | 油彩キャンバス   | 53.0x65.0         | 横浜美術館                        |                                                  |
|      | 滞船                                         | 1926年頃        | 油彩キャンバス   | 60.8x91.0         | ENEOS株式会社                     |                                                  |
|      | 滞船                                         | 1926年          | 油彩キャンバス   | 53.0x65.3         | 山王美術館                        |                                                  |
|      | 滞船                                         | 1926-1927年     | 油彩キャンバス   | 53.0x65.2         | ポーラ美術館                      |                                                  |
|      | 滞船                                         | 1926年          |                  |                   | 個人 (三重県立美術館寄託)         |                                                  |
|      | 汽船                                         | 1926年頃        | 油彩キャンバス   | 38.0x45.5         | 大阪中之島美術館寄託              |                                                  |
|      | 蟹                                           | 1926年頃        | 油彩キャンバス   | 31.8x41.0         | 個人（大阪中之島美術館寄託）      |                                                  |
|      | 下落合風景                                   | 1926年頃        | 油彩キャンバス   | 60.4x72.8         | 大阪中之島美術館寄託              |                                                  |
|      | 下落合風景                                   | 1926年頃        | 油彩キャンバス   | 50.0x60.5         | 和歌山県立近代美術館              |                                                  |
|      | 下落合風景                                   | 1926年頃        | 油彩キャンバス   | 60.7x72.8         | ポーラ美術館                      |                                                  |
|      | 下落合風景                                   | 1926年頃        | 油彩キャンバス   | 80.5x65.0         | 個人                              |                                                  |
|      | 白い壁の家（下落合風景）                     | 1926年頃        | 油彩キャンバス   | 45.8x61.2         | 瀬戸内市立美術館                  |                                                  |
|      | 道（下落合風景）                             | 1926年頃        | 油彩キャンバス   | 60.4x72.6         | 山王美術館                        |                                                  |
|      | 下落合風景                                   | 1926年頃        | 油彩キャンバス   | 60.9x73.0         | 学校法人甲南学園甲南小学校        |                                                  |
|      | 下落合風景（テニス）                         | 1926年頃        | 油彩キャンバス   | 73.0x117.5        | 新宿区役所（落合第一小学校）      |                                                  |
|      | 下落合風景                                   | 1926年          | 油彩キャンバス   | 61.5x73.0         | ウッドワン美術館                  |                                                  |
|      | 下落合風景                                   | 1926年頃        | 油彩キャンバス   | 52.5x70.5         | 個人                              | 裏面に《煙突のある風景》                         |
|      | 下落合風景                                   | 1926年頃        | 油彩キャンバス   | 31.8x40.9         | 個人                              |                                                  |
|      | 下落合風景                                   | 1926年頃        | 油彩キャンバス   | 52.0x65.0         | 個人                              |                                                  |
|      | 下落合風景                                   | 1926年頃        |                  |                   |                                   | 詳細不明                                         |
|      | 下落合風景                                   | 1926年頃        |                  |                   |                                   | 詳細不明                                         |
|      | 目白の風景                                   | 1926年頃        | 油彩キャンバス   | 38.0x45.4         |                                   |                                                  |
|      | にんじん                                     | 1926年頃        | 油彩キャンバス   | 33.5x45.4         | 個人                              |                                                  |
|      | 踏切                                         | 1926年頃        | 油彩キャンバス   | 61.0x73.0         | 出光美術館                        |                                                  |
|      | シグナル                                     | 1926年頃        | 油彩キャンバス   | 69.6x71.8         |                                   |                                                  |
|      | ガード風景                                   | 1926年頃        | 油彩キャンバス   | 61.3x72.3         | 個人（東京国立近代美術館寄託）    |                                                  |
|      | 看板のある道                                 | 1926年頃        | 油彩キャンバス   | 33.5x45.5         | 個人                              |                                                  |
|      | 肥後橋風景                                   | 1926-27年       | 油彩キャンバス   | 60.7x90.7         | 朝日新聞社（香雪美術館寄託）      |                                                  |
|      | 新聞屋                                       | 1927年          | 油彩キャンバス   | 73.6x60.2         | 朝日新聞社                        |                                                  |
|      | ガス灯と広告                                 | 1927年          | 油彩キャンバス   | 65.0x100.0        | 東京国立近代美術館                |                                                  |
|      | 雪景色                                       | 1927年          | 油彩キャンバス   | 61.0x72.5         | 東京国立近代美術館                |                                                  |
|      | テラスの広告                                 | 1927年          | 油彩キャンバス   | 51.5x63.4         | アーティゾン美術館                |                                                  |
|      | パリ裏町（炭屋）                             | 1927年          | 油彩キャンバス   | 52.0x64.0         | 笠間日動美術館                    |                                                  |
|      | 広告塔                                       | 1927年          | 油彩キャンバス   | 79.5x52.8         | 新潟県立近代美術館・万代島美術館  |                                                  |
|      | ラ・クロッシュ                               | 1927年          | 油彩キャンバス   | 52.5x64.0         | 静岡県立美術館                    |                                                  |
|      | 米子像                                       | 1927年          | 油彩キャンバス   | 53.4x45.4         | 三重県立美術館                    |                                                  |
|      | 裏街の広告                                   | 1927年          | 油彩キャンバス   | 60.4x73.0         | 京都国立近代美術館                |                                                  |
|      | 広告（アン・ジュノ）                         | 1927年          | 油彩キャンバス   | 65.2x81.1         | 大阪中之島美術館                  |                                                  |
|      | レストラン(オテル・デュ・マルシェ)           | 1927年          | 油彩キャンバス   | 54.5x65.4         | 大阪中之島美術館                  |                                                  |
|      | レストラン (オ・レヴュイユ・マタン)          | 1927年          | 油彩キャンバス   | 59.3x72.0         | 山種美術館                        |                                                  |
|      | 靴屋                                         | 1927年          | 油彩キャンバス   | 60.6x83.2         | 大阪中之島美術館                  |                                                  |
|      | バーの入り口                                 | 1927年          | 油彩キャンバス   | 60.0x49.0         | 国立国際美術館                    |                                                  |
|      | オプセルヴァトワール附近                     | 1927年          | 油彩キャンバス   | 73.0x92.0         | 和歌山県立近代美術館              |                                                  |
|      | オプセルヴァトワール附近                     | 1927年          | 油彩キャンバス   | 54.3x65.3         | 大阪中之島美術館                  |                                                  |
|      | 男の顔（K氏の像）                            | 1927年          | 油彩板           | 33.0x23.8         | 和歌山県立近代美術館              |                                                  |
|      | リュクサンブール公園                         | 1927年          | 油彩キャンバス   | 71.0x59.0         | 田辺市立美術館                    |                                                  |
|      | ピコン                                       | 1927年          | 油彩キャンバス   | 60.0x73.0         | 個人                              |                                                  |
|      | 神戸風景                                     | 1927年          | 油彩キャンバス   | 53.0x72.5         | 兵庫県立美術館                    |                                                  |
|      | 広告塔                                       | 1927年          | 油彩キャンバス   | 70.8x37.5         | 兵庫県立美術館                    |                                                  |
|      | 広告“ヴェルダン”                             | 1927年          | 油彩キャンバス   | 54.0x65.0         | 大原美術館                        |                                                  |
|      | 広告貼り                                     | 1927年          | 油彩キャンバス   | 73.4x60.2         | アーティゾン美術館                |                                                  |
|      | 門の広告                                     | 1927年          | 油彩キャンバス   | 60.0x72.0         | 個人（神奈川県立近代美術館寄託）  |                                                  |
|      | パリ街景                                     | 1927年          | 油彩キャンバス   | 65.0x81.0         | 大原美術館                        |                                                  |
|      | 街                                           | 1927年          | 油彩キャンバス   | 65.0x80.3         | 福岡市美術館                      |                                                  |
|      | 場末の街                                     | 1927年          | 油彩キャンバス   | 60.3x73.0         | 大阪中之島美術館                  |                                                  |
|      | 街角の広告                                   | 1927年          | 油彩キャンバス   | 72.1x60.0         | メナード美術館                    |                                                  |
|      | 街角の広告                                   | 1927年          | 油彩キャンバス   | 80.5x65.0         | 大阪中之島美術館                  |                                                  |
|      | プティ・レストラン                           | 1927年          | 油彩キャンバス   | 54.1x65.2         | 個人                              |                                                  |
|      | カフェ・レストラン                           | 1927年          | 油彩キャンバス   | 61.0x50.3         | 個人                              |                                                  |
|      | パリ風景 (チンザーノの絵看板のある壁)        | 1927年          | 油彩キャンバス   |                   |                                   |                                                  |
|      | パリの坂道                                   | 1927年          | 油彩キャンバス   | 73.5x60.3         |                                   |                                                  |
|      | 寺院                                         | 1927年          | 油彩キャンバス   | 60.3x73.0         | 大阪市中之島美術館                |                                                  |
|      | カフェ・タバ                                 | 1927年          | 油彩キャンバス   | 54.5x65.1         | 個人 (大阪市中之島美術館寄託)     |                                                  |
|      | カフェのテラス                               | 1927年          | 油彩キャンバス   | 71.3x58.5         |                                   |                                                  |
|      | パリの街角                                   | 1927年          | 油彩キャンバス   | 52.0x64.0         | 笠間日動美術館                    |                                                  |
|      | ガラージュ                                   | 1927-28年       | 油彩キャンバス   | 60.4x73.9         | アーティゾン美術館                |                                                  |
|      | モランの寺(サン・ジェルマン・シュル・モラン) | 1928年          | 油彩キャンバス   | 60x73             | 東京国立近代美術館                |                                                  |
|      | 共同便所                                     | 1928年          | 油彩キャンバス   | 72.4x59.8         | 大阪中之島美術館                  |                                                  |
|      | モランの寺                                   | 1928年          | 油彩キャンバス   | 37.2x44.5         | 大阪中之島美術館                  |                                                  |
|      | モランの寺                                   | 1928年          | 油彩キャンヴァス | 60.3x73.0         | 大阪中之島美術館                  |                                                  |
|      | モラン風景                                   | 1928年          | 油彩キャンバス   | 59.6x91.8         | 大阪中之島美術館                  |                                                  |
|      | 村の風景                                     | 1928年          | 油彩キャンバス   | 48.4x58.6         | 大阪中之島美術館                  |                                                  |
|      | 村と丘                                       | 1928年          | 油彩キャンバス   | 60.8x73.0         | 大阪中之島美術館                  |                                                  |
|      | 村と丘                                       | 1928年          | 油彩キャンバス   | 58.1x71.7         | 大阪中之島美術館                  |                                                  |
|      | 納屋                                         | 1928年          | 油彩キャンバス   | 60.2x73.2         | 大阪中之島美術館                  |                                                  |
|      | 街はずれの寺                                 | 1928年          | 油彩キャンバス   | 60.3x72.1         | 大阪中之島美術館                  |                                                  |
|      | 工場                                         | 1928年          | 油彩キャンバス   | 60.0x91.0         | 大阪中之島美術館                  |                                                  |
|      | 煉瓦焼場                                     | 1928年          | 油彩キャンバス   | 60.2x73.1         | 大阪中之島美術館                  |                                                  |
|      | 煉瓦焼                                       | 1928年          | 油彩キャンバス   |                   |                                   | 戦災により焼失                                   |
|      | カフェ・レストラン                           | 1928年          | 油彩キャンバス   | 59.9x73.          | 大阪中之島美術館                  |                                                  |
|      | 扉                                           | 1928年          | 油彩キャンバス   | 73.3x60.4         | 田辺市立美術館                    |                                                  |
|      | 工場                                         | 1928年          | 油彩キャンバス   | 73.4x60.3         | 田辺市立美術館                    |                                                  |
|      | 赤い入口                                     | 1928年          | 油彩キャンバス   | 61.0x73.2         | 堀美術館                          |                                                  |
|      | サン・タンヌ教会                             | 1928年          | 油彩キャンバス   | 72.5x59.7         | 三重県立美術館                    |                                                  |
|      | パンテオン寺院                               | 1928年          | 油彩キャンバス   | 65.0x53.0         | 新潟県立近代美術館・万代島美術館  |                                                  |
|      | ホテルの裏庭                                 | 1928年          | 油彩キャンバス   | 61x50.5           |                                   |                                                  |
|      | 白い道                                       | 1928年          | 油彩キャンバス   | 72.0x59.0         | 島川美術館                        |                                                  |
|      | 郵便配達夫（半身）                           | 1928年          | 油彩キャンバス   | 65.0x54.5         | 大阪中之島美術館                  |                                                  |
|      | 郵便配達夫                                   | 1928年          | 油彩キャンバス   | 80.8x65.0         | 大阪中之島美術館                  |                                                  |
|      | 黄色いレストラン                             | 1928年          | 油彩キャンバス   | 73.0x60.8         | 大阪中之島美術館                  | 絶筆に近い作品                                   |
|      | ロシヤの少女                                 | 1928年          | 油彩キャンバス   | 65.3x53.3         | 大阪中之島美術館                  | 絶筆に近い作品                                   |

## 評伝
- 阪本勝『佐伯祐三』日動出版部、1970年。全国書誌番号:75045705。
- 山田新一『素顔の佐伯祐三』中央公論美術出版、1980年9月。全国書誌番号:81006605。
- 朝日晃『佐伯祐三のパリ』大日本絵画、1994年2月。ISBN 4499201055。
- 匠秀夫 編『未完佐伯祐三の「巴里日記」吉薗周蔵宛書簡』形文社、1995年4月。全国書誌番号:96002916。
- 白矢勝一『佐伯祐三の晩年 衝撃の真実』早稲田出版、2011年12月。ISBN 9784898273999。全国書誌番号:22038595。
- 白矢勝一、吉留邦治『佐伯祐三《哀愁の巴里》今解き明かされる衝撃の真実』早稲田出版、2012年5月。ISBN 9784898274064。全国書誌番号:22118700。
- 『もっと知りたい 佐伯祐三　生涯と作品』熊田司解説、「アート・ビギナーズ・コレクション」東京美術、2021年。ISBN 9784808711979
- 『佐伯祐三 その眼がとらえた風景』高柳有紀子監修、平凡社〈別冊太陽 日本のこころ〉、2023年。ISBN 978-4582923049。

## 関連項目

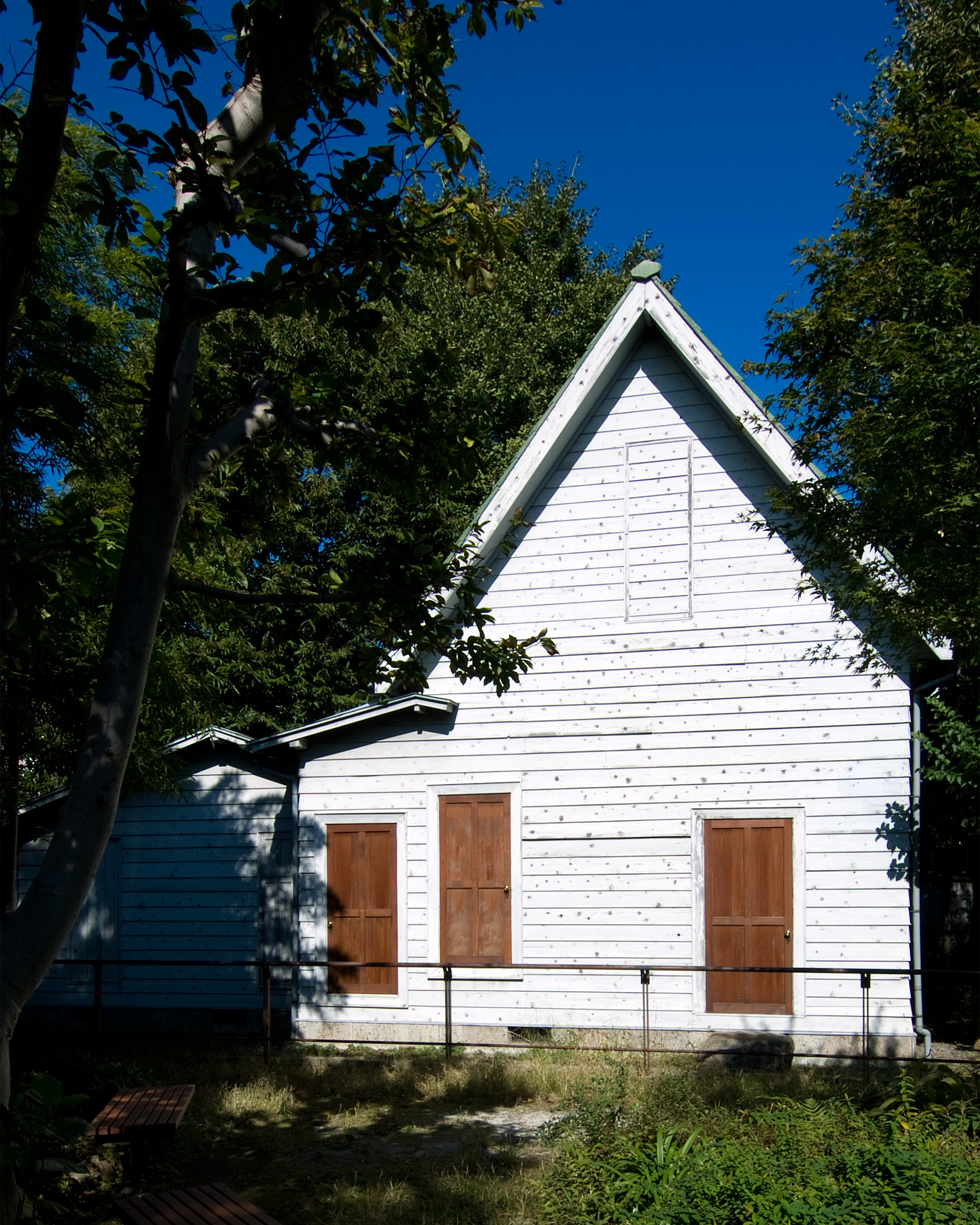
新宿区立佐伯公園にある旧宅跡